# فرد كونيغ
فرد كونيغ (بالإنجليزية: Fred Koenig)‏ هو لاعب كرة قاعدة أمريكي، ولد في 27 أبريل 1931 في سانت لويس في الولايات المتحدة، وتوفي في 12 يناير 1993 في واغونر في الولايات المتحدة.

## وصلات خارجية
- فرد كونيغ على موقعبيزبول رفرنس.كوم (الدوري الثانوي) (الإنجليزية)